# Грін-Грасс (Південна Дакота)
Грін-Грасс (англ. Green Grass) — переписна місцевість (CDP) в США, в окрузі Дьюї штату Південна Дакота. Населення — 21 особа (2020).

## Географія
Грін-Грасс розташований за координатами 45°9′24″ пн. ш. 101°17′13″ зх. д. / 45.15667° пн. ш. 101.28694° зх. д. (45.156622, -101.286973).  За даними Бюро перепису населення США в 2010 році переписна місцевість мала площу 21,06 км², уся площа — суходіл.

## Демографія
Згідно з переписом 2010 року, у переписній місцевості мешкало 35 осіб у 9 домогосподарствах у складі 6 родин. Густота населення становила 2 особи/км².  Було 12 помешкання (1/км²).
Расовий склад населення:
| - 94,3 % — корінних американців - 5,7 % — азіатів |

До двох чи більше рас належало 0,0 %. Частка іспаномовних становила 0,0 % від усіх жителів.
За віковим діапазоном населення розподілялося таким чином: 37,1 % — особи молодші 18 років, 60,0 % — особи у віці 18—64 років, 2,9 % — особи у віці 65 років та старші. Медіана віку мешканця становила 22,5 року. На 100 осіб жіночої статі у переписній місцевості припадало 150,0 чоловіків;  на 100 жінок у віці від 18 років та старших — 175,0 чоловіків також старших 18 років.
Цивільне працевлаштоване населення становило 5 осіб. Основні галузі зайнятості: освіта, охорона здоров'я та соціальна допомога — 100,0 %.